# Dirty Talk
 (mars 2023).
Si vous disposez d'ouvrages ou d'articles de référence ou si vous connaissez des sites web de qualité traitant du thème abordé ici, merci de compléter l'article en donnant les références utiles à sa vérifiabilité et en les liant à la section « Notes et références ».
Singles de Wynter Gordon
Sugar
(2009) Believer
(2010)
Pistes de With the Music I Die
Til Death (Denzal Park Radio Edit)
(1) Don't Stop Me
(3)
Dirty Talk est une chanson de la chanteuse américaine Wynter Gordon. Le titre est le premier single de l'artiste, et est sorti en tant que premier single de son premier album studio, With the Music I Die.